# Беляев, Борис Павлович
Борис Павлович Беляев (1911—1957) — контр-адмирал Военно-морского флота СССР.

## Начальная биография. Служба в РККФ
После окончания школы работал на автозаводе ЗИЛ. В сентябре 1930 года направлен на учёбу в Военно-морское училище имени М. В. Фрунзе.
После окончания Военно-морского училища был назначен в июле 1934 года исполняющим должность командира электронавигационной группы крейсера «Красный Кавказ» Черноморского флота. В декабре 1934 года был направлен для обучения на Специальные курсы командного состава Военно-морских сил РККА. 9 июля 1935 года назначен помощником командира сторожевого корабля «Гром». В мае-августе 1937 года занимал должность помощника командира эскадренного миноносца «Рьяный» Тихоокеанского флота. 5 августа 1937 года назначен исполняющим должность командира сторожевого корабля «Молния» и 7 мая 1938 года утвержден в занимаемой должности. 15 декабря 1938 года назначен командиром эскадренного миноносца «Решительный». В марте-октябре 1939 года занимал должность начальника штаба отдельного дивизиона строящихся корабле охраны водного района. 29 октября 1939 года назначен исполняющим должность командира эскадренного миноносца «Резвый». 21 ноября 1940 года капитан-лейтенант Беляев был назначен командиром лидера «Баку» Тихоокеанского флота.

## Участие в Великой Отечественной войне
Командуя лидером «Баку», в составе ЭОН-18 совершил в период с 15 июля по 14 октября 1942 года переход из Тихого океана по Северному морскому пути в Кольский залив. Переход происходил в напряженной военно-политической обстановке, сложных метеорологических условиях, штормовой погоде и тяжелой ледовой обстановке. Капитан 3-го ранга Беляев «за большую работу, проделанную на переходе, за отличное выполнение задания партии и правительства» был награжден орденом Отечественной войны I степени.
Командуя лидером «Баку» в составе 1-го дивизиона бригады эскадренных миноносцев, капитан 3-го ранга Беляев участвовал в сопровождении союзных конвоев, трех набеговых операциях на коммуникации противника и в бою у мыса Маккаур. «За проявленное мужество и стойкость при проведении боевых операций» был награжден в 1943 году орденом Красного Знамени.
В течение 1944 года участвовал в 17 операциях, в том числе в двух исключительно важных операциях по конвоированию ледоколов в Арктику весной и обратно в Белое море осенью, а также провел 14 конвоев в общем составе свыше 100 транспортов. Во время наступления войск Карельского фронта и Северного флота на Севере участвовал в нарушении морских коммуникаций отступающего противника и артиллерийском обстреле узла коммуникаций и крепости Вардё. За участие в наступательных операциях на Севере экипаж лидера «Баку» получил благодарность Верховного Главнокомандующего. 21 февраля 1945 года «за образцовое выполнение боевых заданий командования» капитан 2-го ранга Беляев был награжден орденом Нахимова II степени.
В декабре 1944 года капитан 2-го ранга Беляев был назначен командиром крейсера «Мурманск». В 1945 году «за смелость и мужество, проявленные в боях с немецкими захватчиками на протяжении всей Отечественной войны» и «за выслугу лет» был награжден двумя орденами Красной Звезды.

## Дальнейшая служба
В феврале 1947 года капитан 1-го ранга Беляев был назначен командиром линейного корабля «Севастополь». В феврале-марте 1949 года участвовал в приемке в Албании трофейного итальянского линейного корабля «Джулио Чезаре» и «за образцовое выполнение правительственного задания» был награжден вторым орденом Красного Знамени.
В августе 1949 года назначен командиром бригады крейсеров Черноморского флота. 27 января 1951 года присвоено звание контр-адмирала. В июле 1951 года назначен начальником основного курса Военно-морской академии имени К. Е. Ворошилова. В декабре 1954 года назначен начальником специального факультета Военно-морской академии имени К. Е. Ворошилова. В январе 1956 года назначен начальником 2-й секции Морского Научно-технического комитета ВМФ (в должности до ноября 1957 года).
Похоронен на Ваганьковском кладбище.